# Corey Stoll
Corey Daniel Stoll (ur. 14 marca 1976 w Nowym Jorku) – amerykański aktor teatralny, telewizyjny i filmowy.

## Życiorys

### Wczesne lata
Urodził się w Nowym Jorku jako syn Judith i Stephena Stollów. Jego rodzice byli Żydami aszkenazyjskimi (pochodzenia rosyjskiego, węgierskiego, austriackiego, polskiego, litewskiego i niemieckiego). W latach 1988–1992 uczył się aktorstwa w ramach letnich obozów Long Lake Camp for the Arts. Uczęszczał do Fiorello H. LaGuardia High School of Music & Art and Performing Arts, a następnie w 1998 ukończył Oberlin College w Oberlin w Ohio. Do 2003 studiował aktorstwo w Tisch School of the Arts na New York University.

### Kariera
W 2001 wziął udział w animowanej komedii krótkometrażowej Okénka z Jirím Lábusem. W 2003 zadebiutował na Broadwayu w sztuce Williama Shakespeare’a Henryk IV u boku Kevina Kline’a i Ethana Hawke’a. W 2004 za rolę pana Marksa w przedstawieniu off-broadwayowskim Intimate Apparel autorstwa Lynn Nottage był nominowany do Drama Desk Award i AUDELCO Award. W tym samym roku pojawił się gościnnie w serialach: CSI: Kryminalne zagadki Las Vegas, Czarodziejki i Nowojorscy gliniarze. Potem zaczął również grywać w filmach, m.in. w dramacie Niki Caro Daleka północ (2005) z Charlize Theron, dramacie kryminalnym Paula McGuigana Zabójczy numer (2006) z Joshem Hartnettem, telewizyjnym dramacie biograficznym stacji Lifetime Historia Gwen Araujo (2006) w reżyserii Agnieszki Holland, dreszczowcu psychologicznym Joela Schumachera Numer 23 (2007) z udziałem Jima Carreya i fantastycznonaukowym dreszczowcu sensacyjnym Paula McGuigana Push (2009) z Chrisem Evansem.
Od 2010 do 2011 wcielał się w detektywa Tomasa „TJ” Jaruszalskiego, jedną z głównych postaci serialu kryminalnego NBC Prawo i porządek: Los Angeles. Woody Allen obsadził go w roli Ernesta Hemingwaya w komediodramacie fantasy O północy w Paryżu (2011), za którą otrzymał nominację do Independent Spirit Awards w kategorii najlepsza drugoplanowa rola męska. 1 lutego 2013 dołączył do obsady serialu serwisu Netflix House of Cards w roli deputowanego Petera Russo, za którą w 2014 zdobył nominację do Złotego Globu dla najlepszego aktora drugoplanowego w serialu, miniserialu lub filmie telewizyjnym.
W 2016 powrócił na scenę off-broadwayowską jako Raymond Brock w spektaklu Plenty. W 2017 za rolę wodza greckiego Ulissesa w tragedii szekspirowskiej Troilus i Kresyda został uhonorowany nagrodą Joe A. Callaway Award. Wkrótce wystąpił w kolejnych sztukach szekspirowskich: Juliusz Cezar (2017) jako Brutus, Otello (2018) jako Iago i Makbet (2019) w roli tytułowej.

## Życie prywatne
W 2015 zawarł związek małżeński z aktorką Nadią Bowers.

## Filmografia

### Filmy
- 2005: Daleka północ jako Ricky Sennett
- 2006: Zabójczy numer jako Saul
- 2007: Numer 23 jako sierżant Burns
- 2009: Brief Interviews with Hideous Men jako obiekt badawczy #51
- 2009: Push jako agent Mack
- 2010: Salt jako Schnaider
- 2010: Helena from the Wedding jako Steven
- 2011: O północy w Paryżu jako Ernest Hemingway
- 2012: Dziedzictwo Bourne’a jako Zev Vendel
- 2012: The Time Being jako Eric
- 2012: Victoriana jako Bill
- 2013: C.O.G. jako Curly
- 2013: Kod Annie Parker jako Sean
- 2014: Non-Stop jako Austin Reilly
- 2014: Szklana szczęka jako Bud Gordon
- 2014: Powiedzmy sobie wszystko jako Paul Altman
- 2014: W dobrej wierze jako Jack
- 2015: Mroczny zakątek jako Ben Day
- 2015: Anesthesia jako Sam
- 2015: Ant-Man jako Darren Cross / Yellowjacket
- 2015: Pakt z diabłem jako Fred Wyshak
- 2016: Śmietanka towarzyska jako Ben
- 2016: Gold jako Brian Wolff
- 2018: Mewa jako Boris Trigorin
- 2018: Pierwszy człowiek jako Buzz Aldrin
- 2018: Desperat jako Benedict Tisa
- 2021: West Side Story jako porucznik Schrank
- 2023: Ant-Man i Osa: Kwantomania jako Darren Cross / M.O.D.O.K.

### Seriale
- 2004: CSI: Kryminalne zagadki Las Vegas jako sprzedawca
- 2004: Czarodziejki jako Demon
- 2004: Nowojorscy gliniarze jako Martin Schweiss
- 2005: Agentka o stu twarzach jako Sasha Korjev
- 2005: Wzór jako agent Reacher
- 2005: Ostry dyżur jako Teddy Marsh
- 2005: CSI: Kryminalne zagadki Miami jako Craig Seaborn
- 2006: Prawo i porządek jako Gerald Ruane
- 2006: Bez śladu jako Steve Goodman
- 2006: Jednostka jako Bobby Cullen
- 2006: Impas jako dr Wayne
- 2006: The Nine jako Alex Kent
- 2006: Historia Gwen Araujo jako Joey Marino
- 2006: Agenci NCIS jako Martin Quinn
- 2009: Life on Mars jako detektyw Ventura/Russell
- 2009: Komisariat drugi jako Lewis Powell
- 2009: Żona idealna jako Collin Grant
- 2010: Prawo i porządek: Los Angeles jako detektyw Tomas „TJ” Jaruszalski
- 2012: Christine jako Max
- 2013: House of Cards jako Peter Russo
- 2014: Odruch serca jako John Bruno
- 2014: Wirus jako dr Ephraim Goodweather
- 2014: Amerykański tata jako Vincent Edmonds (głos)
- 2014: Homeland jako Sandy Bachman
- 2016: Dziewczyny jako Dill Harcourt
- 2017: A Season With Navy Football jako narrator
- 2018: The Romanoffs jako Michael Romanoff
- 2020: Baghdad Central jako John Parodi
- 2020: Billions jako Michael Prince
- 2023: Przez ocean jako Graham Patterson